# 2872 Gentelec
2872 Gentelec este un asteroid din centura principală, descoperit pe 5 septembrie 1981 de Oak Ridge Obs..